# Zbrojna Grupa Islamska
Zbrojna Grupa Islamska, Armed Islamic Group (GIA), Groupe Islamique armé, الجماعة الإسلامية المسلحة al-jamā'atu l-'islāmiyyatu l-musallaha – islamistyczna organizacja zbrojna biorąca udział w wojnie domowej w Algierii.

## Historia
Grupa utworzona została po niedopuszczeniu Islamskiego Frontu Ocalenia przez wojsko w następstwie zamachu stanu. Działa od grudnia 1992 r.. Celem organizacji było wprowadzenie w kraju kalifatu i wygnanie z kraju wszystkich niemuzułmanów. Skupiała działaczy bardziej radykalnych organizacji aniżeli IFO. Trzon grupy stanowili byli członkowie Muzułmańskiego Ruchu Zbrojnego. Zbrojna Grupa Islamska zasilona została ponadto przez algierskich weteranów z wojny w Afganistanie i przez radykalną inteligencję z kręgów tzw. salafitów dżihadu. W apogeum wpływów oceniana była na 20-25 tysięcy członków. Przywódcy: imam Mostafa Bouiali, Djamel Zoutari, potem Antar Zurabi (Zoubari) „Abu Talha" (zginął latem 1997 r.), a także Gusmi Szerif, Said Mekhlufi, Djafar el-Afghani, Abu al-Mundhir, el-Mansouri el-Miliani, Abdullah Qualek, Abdel-Haq Ayadia. 
Działała głównie w centrum kraju (równina Mitidża), miała też komórki we Francji (grupa Khaleda Khelkala). Akcje grupy charakteryzowały się stosowaniem terroryzmu i masowymi czystkami dokonywanymi na ludności cywilnej. W ramach strategii wojennej, GIA dopuszczał zawłaszczania majątku wrogów oraz porywanie kobiet, które następnie były przez partyzantów zmuszane do nierządu. W ten sposób porwanych zostało od 7-20 tysięcy kobiet. W marcu 1993 r. zabił pierwszych intelektualistów, we wrześniu pierwszych cudzoziemców. W marcu 1993 r. zaatakował więzienie w Algierze uwalniając 900 więźniów. W grudniu 1994 r. porwał francuski samolot.
Partyzanci Zbrojnej Grupy Islamskiej represjonowali również przedstawicieli mniej radykalnych grup islamskich. Od października 1997 roku zwalczała inną organizację islamistyczną, Islamską Armię Ocalenia. Konflikt między organizacjami przybrał na silę po tym, gdy Islamska Armia Ocalenia z dniem 1 października ogłosiła jednostronne zawieszenie broni z rządem.
W 1999 roku, po ogłoszeniu przez prezydenta Algierii Abdelaziza Buteflikę amnestii, większość bojowników opuściła szeregi GIA. Nieliczne oddziały kontynuowały walkę zbrojną chroniąc się w górach.